# Banco central

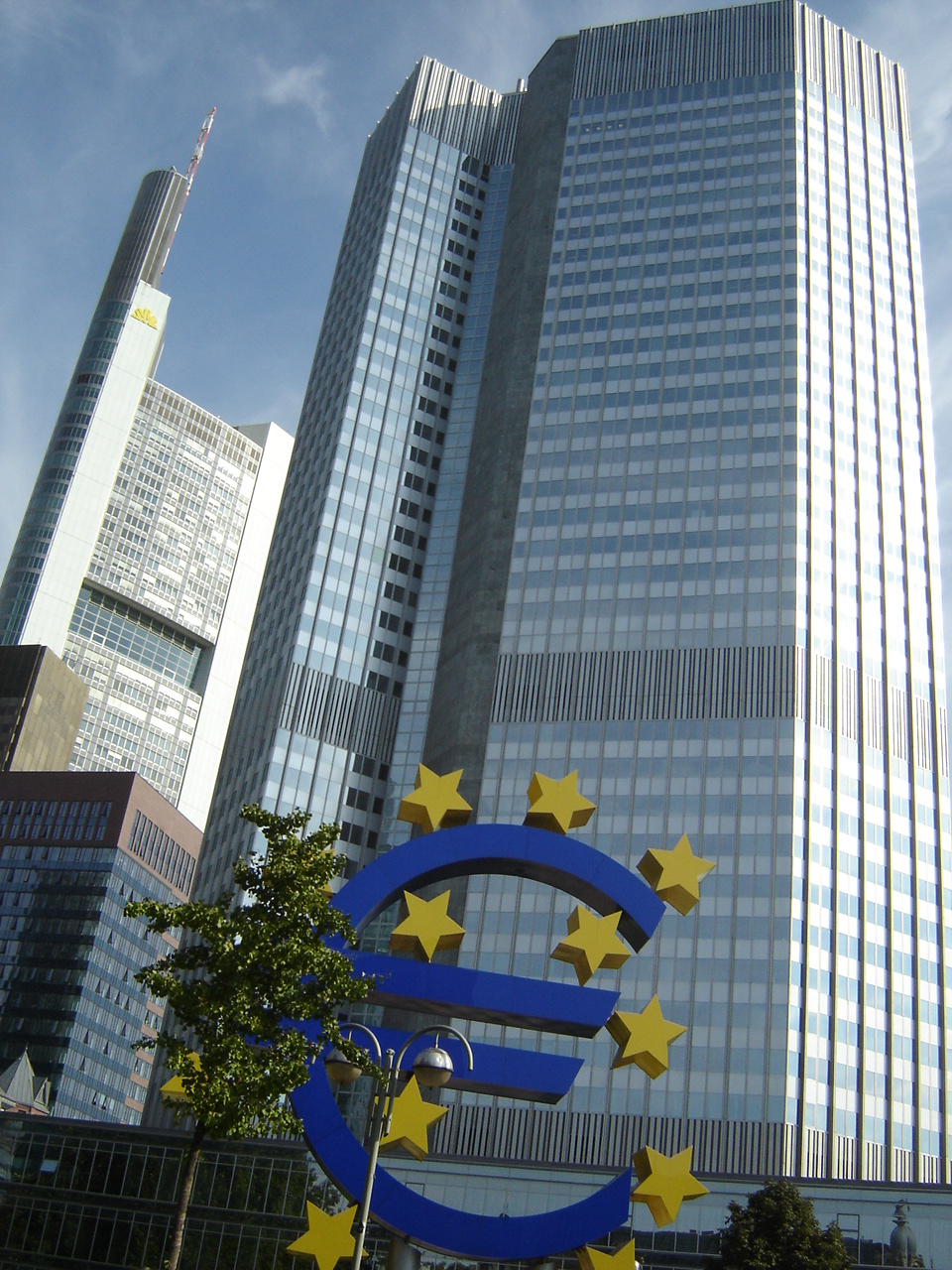
A Eurotower, sede do Banco Central Europeu, em Frankfurt.

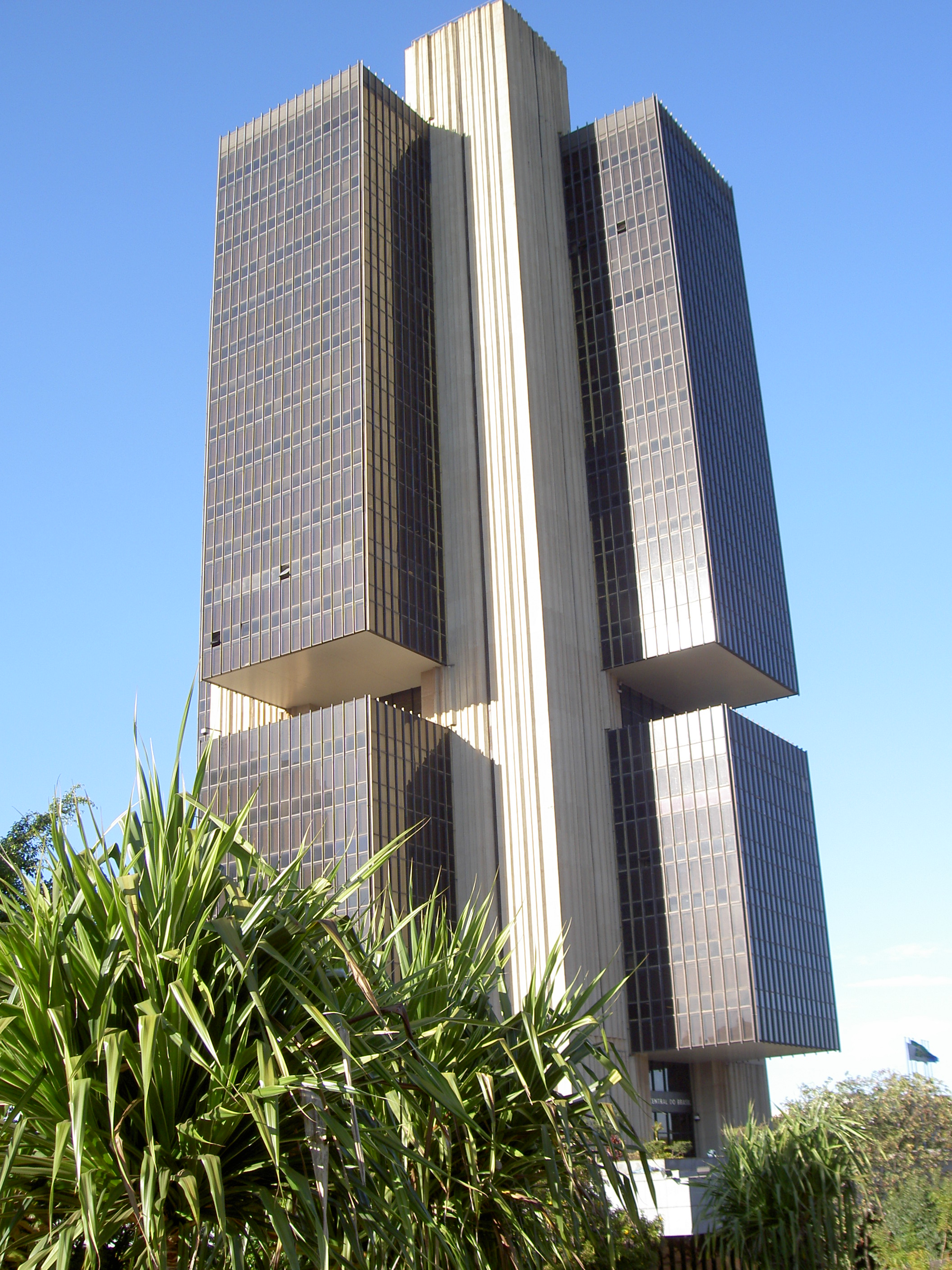
A sede do Banco Central do Brasil, em Brasília.

Um banco central, banco de reservas ou autoridade monetária é uma entidade independente ou ligada ao Estado cuja função é gerir a política econômica, ou seja, garantir a estabilidade e o poder de compra da moeda de cada país e do sistema financeiro como um todo. Além disso, tem como objetivo definir as políticas monetárias (taxa de juros e câmbio, entre outras) e aquelas que regulamentam o sistema financeiro local. O banco faz isso interferindo mais ou menos no mercado financeiro, vendendo papéis do tesouro, regulando juros e avaliando os riscos econômicos para o país.
Os bancos centrais na maioria das nações desenvolvidas são institucionalmente independentes da interferência política embora essa informação seja controversa. Ainda assim, existe um controle limitado dos órgãos executivos e legislativos.

## História
O primeiro banco central de que se tem notícia foi o Banco da Inglaterra. Ele surgiu em 1694 como uma sociedade anônima privada. Como contrapartida de empréstimos para financiar a guerra contra a França, o rei William de Orange concedeu ao banco o monopólio de emissão de moeda na região de Londres, dando-lhe assim duas das funções clássicas de um banco central: Era banqueiro do governo e também detinha monopólio de emissão (apesar de restrito).
Devido ao grande prestigio e confiabilidade alcançados pelo Banco da Inglaterra, os outros bancos começaram a prática de ali manter depósitos e garantias. Nos séculos XVIII e XIX houve uma proliferação de pequenos bancos rurais na Inglaterra, que para evitar quebras e crises de confiança, mantinham depósitos de garantia nos grandes bancos de Londres, que por sua vez mantinham seus depósitos de garantia no Banco da Inglaterra. Com isso ele se destacou com o eixo do sistema bancário inglês. Por volta de meados do século XIX o Banco da Inglaterra começou a fazer liquidações de saldos entre os depósitos que os outros bancos mantinham junto a ele, criando as bases dos sistemas de compensação bancária e assumindo enfim o terceiro papel tradicional de um banco central: o de Banco dos Bancos.
Seguiu-se que ele era o único banco habilitado a servir como prestamista de última instância quando surgiam crises no sistema financeiro, evitando assim a reação em cadeia provocada pelas falências bancárias e as crises de confiança. Assim, assumia também o mais este dentre os papéis clássicos.
Em 1946 a sua importância para o sistema financeiro da Inglaterra foi finalmente reconhecida, e o banco foi estatizado, assumindo oficialmente o status de Banco Central.
Nos moldes do Banco da Inglaterra, os outros bancos centrais da Europa também passaram por diversas fases de evolução até chegarem no nível de evolução atual, com o Banco Central Europeu.

## Papéis de um banco central
Os papéis tradicionais de um banco central são:
- Banqueiro do governo: é ele quem guarda as reservas internacionais em ouro ou moeda estrangeira do governo.[6]
- Autoridade emissora de moeda, ou monopólio de emissão: é o banco central quem, com exclusividade, emite ou autoriza a emissão de papel moeda daquele país.[6]
- Executor da política monetária e cambial: é o banco central quem insere ou retira moeda do mercado, regula as taxas de juros e regula a quantidade de moeda estrangeira em circulação no país. Essas operações são conhecidas como open market ou operações de mercado aberto, e consistem principalmente na compra e venda de títulos públicos ou de moeda estrangeira para instituições financeiras previamente escolhidas.[6]
- Banco dos Bancos, ou prestamista de última instância: o banco central provê empréstimos exclusivos aos membros do sistema financeiro a fim de regular a liquidez ou mesmo evitar falências que poderiam causar uma reação em cadeia de falências bancárias. Ele também mantém os depósitos compulsórios dos bancos comerciais, regulando assim a multiplicação da moeda escritural no mercado.[6]

Além desses papéis, alguns bancos centrais (como por exemplo o Banco Central do Brasil) acumulam também o papel de supervisor do sistema financeiro.

## Instrumentos políticos

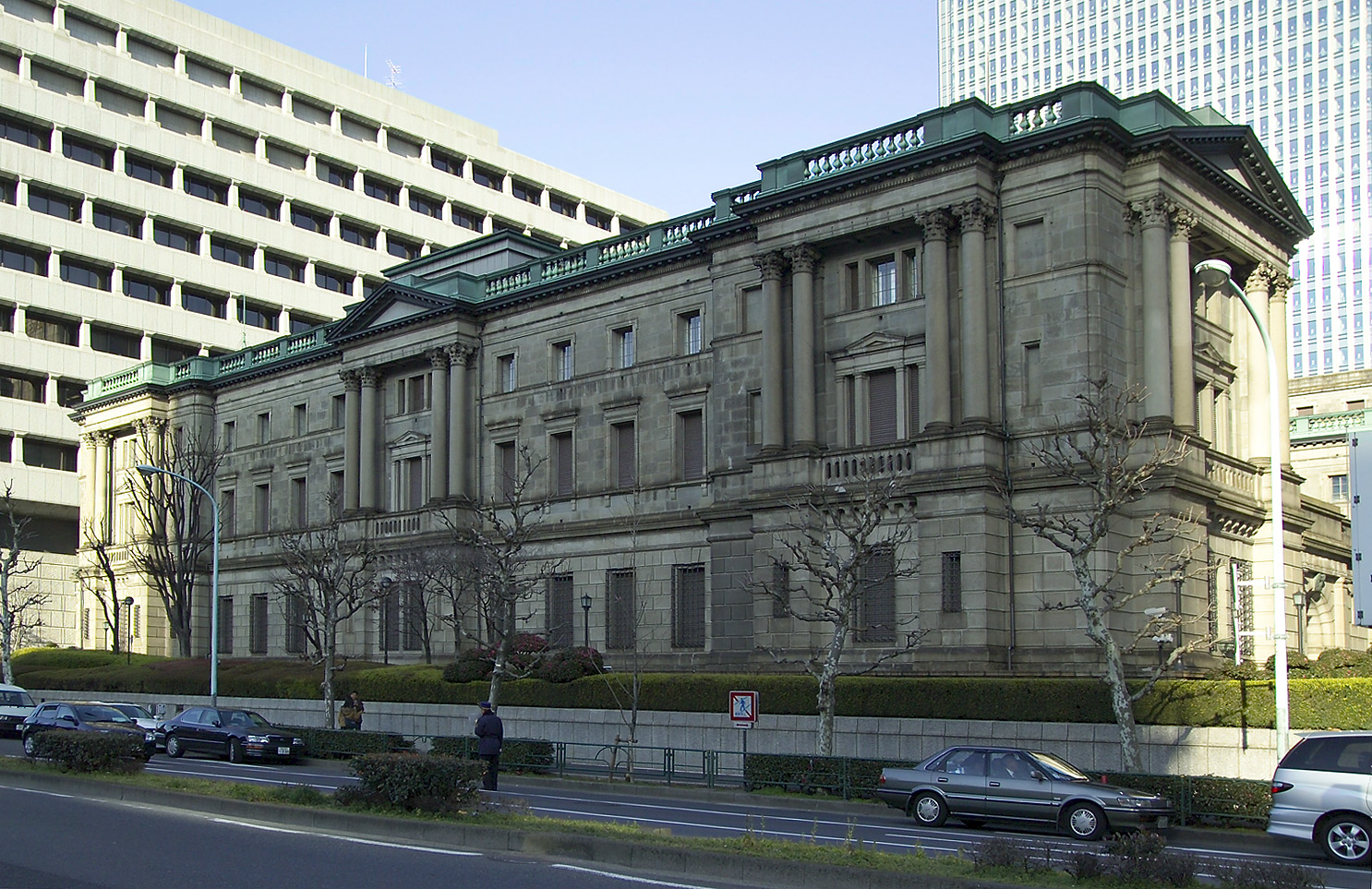
Banco do Japão

Os principais   instrumentos de política monetária disponíveis aos bancos centrais são: operações de mercado aberto, depósito compulsório, política de taxa de juros, refinanciamento e redesconto e política de crédito (muitas vezes coordenada com a política comercial). Embora a adequação do capital seja importante, ela é definida e regulada pelo Banco de Compensações Internacionais, sendo que os bancos centrais, na prática, não aplicam regras mais rigorosas.
Para possibilitar as operações de mercado aberto, um banco central precisa possuir reservas internacionais (normalmente na forma de títulos públicos) e reservas de ouro. Ele muitas vezes irá influenciar a taxa de câmbio: algumas taxas de câmbio são administradas, algumas são baseadas no mercado (flutuante) e muitas se encontram entre as duas ("flutuante administrada" ou com "flutuação suja").

### Taxas de juros
De longe o poder mais visível e óbvio de muitos bancos centrais é influenciar as taxas de juros do mercado. Ao contrário da crença popular, eles raramente "definem" as taxas em um número fixo. Apesar de o mecanismo diferir de país para país, a maioria usa um mecanismo similar baseado na habilidade de um banco central em criar tanto dinheiro fiduciário quanto for necessário.
O mecanismo que move o mercado para a 'taxa-alvo' é geralmente emprestar e tomar emprestado dinheiro em quantias teoricamente ilimitadas, até que a taxa de mercado se aproxime o suficiente do alvo. Os bancos centrais podem fazer isso emprestando dinheiro e tomando emprestado de (tomando depósitos de) um número limitado de bancos qualificados, ou comprando e vendendo títulos. Como um exemplo de como isso funciona, o Banco do Canadá define uma meta na taxa overnight e uma banda 0,25% para mais ou para menos. Bancos qualificados emprestam um para o outro nesta banda, mas nunca acima ou abaixo, pois o banco central sempre irá emprestar no topo da banda e tomar depósitos no fundo da banda. Em princípio, a capacidade de emprestar e tomar emprestado nos extremos da banda é ilimitada. Outros bancos centrais usam mecanismos semelhantes.
É também notável que as metas são geralmente em taxas de juros de curto-prazo. A verdadeira taxa que os os emprestadores e tomadores recebem no mercado dependerá do risco de crédito (percebido), maturidade e outros fatores. Por exemplo, um banco central pode definir uma meta para o empréstimo overnight em 4,5%, mas taxas para títulos de cinco anos (com risco equivalente) podem render 5%, 4,75% ou, em casos de curva a termo invertida, até abaixo da taxa de juros de curto prazo. Muitos bancos centrais têm uma taxa primária que é chamada de "taxa do banco central". Na prática, eles terão outras ferramentas e taxas que podem ser usadas, mas apenas uma que é rigorosamente definida e forçada.
"A taxa à qual o banco central empresta dinheiro pode ser escolhida à vontade pelo banco central; esta é a taxa que define o mercado financeiro", segundo Henry C. K. Liu.
Um banco central típico possui algumas taxas de juros ou ferramentas de política monetária que ele pode definir para influenciar os mercados.
- Taxa marginal de empréstimo  (atualmente de 1,75% na Eurozona) - uma taxa fixa para instituições tomarem emprestado dinheiro do banco central.
- Taxa principal de refinanciamento (1,00% na Eurozona) - a taxa publicamente visível que o banco central anuncia. Ela serve como um limite inferior para os empréstimos de refinanciamento.

Essas taxas afetam diretamente as taxas no mercado monetário, o mercado de empréstimos de curto prazo.

## Independência

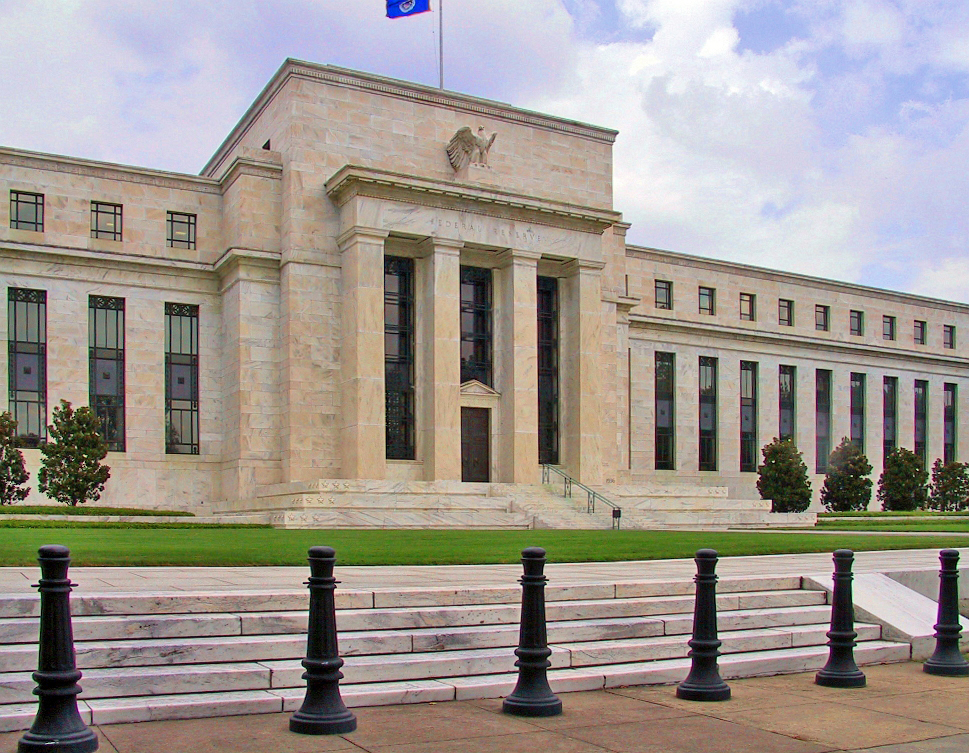
A sede da Reserva Federal dos EUA em Washington.

Hoje em dia muitos economistas consideram que quanto mais independente um banco central é, maior seria sua autonomia para agir e a eficácia de suas atuações para a estabilização da moeda e manutenção do seu poder de compra Esta é a tese (1983) de Robert Barro que, ela mesmo se apoia no artigo fundador "Rational expectations and the role of monetary policy" de 1976 onde ele questiona a validade da curva de Phillips.
Em contrapartida outros alegam que há vários bancos centrais de países com economias fortes e em amplo crescimento estável que não seguem esse modelo de independência, como o Banco do Japão (se tornou independente do governo pela lei do 1° de abril de 1998; esta independência teórica portanto é duvidosa) e o Banco Popular da China.
O modelo maior de independência entre os bancos centrais atuais é do Banco Central Europeu (que por sua vez foi inspirado no bem sucedido banco central da Alemanha, o Bundesbank) , seguido pela Reserva Federal (informalmente "Fed") dos Estados Unidos.
O Banco Central do Brasil, em 24 de fevereiro de 2021, tornou-se autônomo, além de ganhar uma nova estrutura organizacional.

## Papel do banco central na promoção do crescimento econômico
A principal atribuição de um banco central independente é manter a solidez do sistema financeiro e a estabilidade  do poder de compra da moeda - mediante o monitoramento e, quando necessário, atuando para influir sobre os movimentos da taxas de juros e de câmbio. Existe um forte debate sobre as atribuições legais de um banco central, bem como sobre o seu possível papel no comportamento da demanda agregada. De fato, a relação entre taxa de juros, investimento e crescimento econômico é bastante controversa entre os economistas. No entanto, muitos concordam que, se realmente existe alguma influência da taxa de juros nas decisões de investimento produtivo, a taxa a ser considerada é a taxa de juros real de longo prazo (observando-se, porém, que taxas de juros de curto prazo elevadas e voláteis desfavorecem o investimento produtivo, pois criam um custo de oportunidade elevado para quem imobiliza capital). A redução da taxa de juros real de longo prazo depende de, ao menos, três fatores:
1. estabilização da inflação
2. estabilização ou queda na relação dívida/PIB
3. estabilização da taxa de câmbio

Embora o  banco central seja o responsável pela implementação da política monetária, esta, por si só, é incapaz de gerar crescimento do produto acima da produtividade da economia, no longo prazo, enquanto que a política fiscal e demais componentes da política econômica estão, normalmente, fora da alçada do banco central.

## Críticas
Defensores da Escola Austríaca acusam os bancos centrais de manipulação de juros e de emissão de moeda, argumentando que tais controles geram ciclos econômicos insustentáveis. Segundo os economistas austríacos, quando o Banco Central reduz a taxa de juros, isso geraria uma expansão de crédito acelerada e ilusória, que seria boa apenas a curtíssimo prazo, pois, mesmo que provoque um aumento repentino da demanda de bens de consumo e mesmo de bens de capital, com repercussão positiva no nível de emprego de mão de obra, isso também acarretaria dívidas que não poderiam ser pagas quando os juros voltassem a subir, pois os bens produzidos a custo mais alto (em razão dos juros mais altos) não teriam demanda, e os negócios teriam que ser liquidados, causando uma recessão econômica. Segundo os austríacos, o juro, por ser um preço de uma mercadoria (o dinheiro) como qualquer outro, deve estar sujeito às leis de mercado, ou seja, à oferta e demanda de crédito, e não ao planejamento governamental.